# 城戸久 (実業家)
城戸 久（きど ひさし、1900年2月10日 - 1981年9月24日）は、日本の実業家。

## 経歴・人物
城戸久助の長男として福岡県宗像郡福間町（現・福津市）に生まれる。1919年福岡県立中学修猷館を経て、1926年東京帝国大学経済学部商業学科を卒業。
1926年朝鮮鉄道に入社。その後、戸畑鋳物（日産自動車の前身）、国産工業（戸畑鋳物が社名変更）若松工場庶務課長、日立製作所本店総務部文書課長、同亀有工場勤労部長・総務部長・副工場長・工場長、同本社総務部長を歴任し、1954年11月帝国石油取締役に就任、後に常務に進む。日本中小企業政治連盟事務総長、日本農林漁業政治連盟事務総長なども務めた。
この頃、鮎川義介、犬丸徹三、八田嘉明らが、羽田空港と都内を結ぶ跨座式モノレール線の運行を計画していたが、同時期に、羽田空港-新橋間の懸垂式モノレール線を計画していた、大和観光という会社があった。1960年4月、鮎川の部下であった城戸が、大和観光の取締役に就任。同年6月の臨時株式総会において、社名を「日本高架電鉄」に改称させると、同年7月、犬丸、八田、鮎川を取締役に加え、犬丸が社長、八田が会長、鮎川が相談役、城戸が副社長に就任し、大和観光の経営を支配する。1961年1月、懸垂式モノレールの計画は、跨座式モノレールにする計画に差し替えられた。
その後、会社経営に疎い犬丸の代わりに、日本高架電鉄の経営を取り仕切り、城戸が中心となってモノレールの建設が推し進められ、1964年5月、日本高架電鉄は東京モノレールと改称。同年9月、羽田空港-浜松町間の東京モノレールが開業したが、運賃が高額になったことなどから利用者数が伸び悩み、経営難に陥る。1965年8月、犬丸が経営責任を取って社長を辞任し、城戸は専務に降格となった。
これと並行して、城戸は、1962年5月に熱海にモノレール線を開業することを目的として設立された、熱海モノレールの社長も兼務しており、建設計画を推し進めたが、工事が困難であったことなどから計画は中止され、未成線となっている。
1972年、品川区助役（後に区長）の多賀榮太郎から、大井町-大井埠頭間を跨座式モノレール線で結ぶ計画への協力依頼があったため、城戸はその運営会社である大井モノレール株式会社を設立して社長となり、地方鉄道免許を申請したが、東京陸運局長が、技術、資金、輸送量、沿線住民の協力に問題があるとして認めず、その後、城戸が1981年に死去したこともあり、1982年に免許申請は取り下げられ、計画は消滅した。